# Фёдоров, Михаил Германович
Михаил Германович Фёдоров (22 октября 1964, СССР) — советский и российский шашист, бронзовый призёр чемпионатов мира 1993 г. (МАРШ) и 1994 г. (ФМЖД), трёхкратный  чемпион России (1992, 1993, 1998), чемпион РСФСР (1990) по русским шашкам; международный гроссмейстер, гроссмейстер России (2000)

## Биография
Лучший результат в чемпионатах РСФСР показал в 1990 году в Костроме, где разделил 1—2-е места с Пётром Юмшановым.
В чемпионатах России трижды становился чемпионом в 1992, 1993 и 1998 годах.
Работал тренером в нижегородском СДЮСШОР № 17 по шашкам. Среди его воспитанников мастера спорта Андрей Лебедев и Евгений Рогожин. В соавторстве с Наталией Фёдоровой выпустил книгу «Основы шашечной игры».
Жена - международный гроссмейстер по шашкам Наталия Фёдорова, дочь Надежда Фёдорова тоже шашистка.